# 関戸堯海
関戸堯海（せきど　ぎょうかい、1958年-　）は、日本の仏教学者。日蓮宗の僧。

## 人物
東京都大田区清光庵（のち妙幸寺）に生まれる。東京都立日比谷高等学校卒、立正大学仏教学部宗教学科卒、同大学院博士課程満期退学。立正大学仏教学部専任講師、身延山大学仏教学部助教授、日蓮宗宗務院教学課長。2003年「日蓮聖人『注法華経』の研究」で立正大学より文学博士。妙幸寺住職、立正大日蓮教学研究所客員所員。

## 著書
- 『日蓮聖人教学の基礎的研究』山喜房仏書林 1992
- 『『立正安国論』入門』山喜房仏書林 1995
- 『草山要路 元政上人 清らかな生き方』山喜房佛書林 1997
- 『日蓮聖人注法華経の研究』山喜房佛書林 2003
- 『日蓮聖人のふしぎな伝説と史実』山喜房佛書林 2008

### 共編著・監修
- 『日蓮聖人遺文涅槃経引用集』撰 山喜房仏書林 1990
- 『日蓮宗読経偈文全書 簡訳』1-2　浅井圓道監修 松村壽巖共編著 四季社 1999-2000
- 『撰時抄ノート 京都日蓮宗青年会結成四十周年記念出版』監修 京都日蓮宗青年会編著 東方出版 2003
- 『私の開目抄』浅井圓道講述 小松邦彰監修 関戸責任編集 山喜房佛書林 2006
- 『報恩抄ノート』庵谷行亨共監修 京都日蓮宗青年会編著 東方出版 2007
- 『立正安国論ノート』京都日蓮宗青年会編 渡辺宝陽共監修 東方出版 2010

## 論文
- Cinii